# Калос Агрос
Калос Агрос (грч. Καλός Αγρός) је насељено место у општини Драма у периферији Источна Македонија и Тракија, Грчка. Према попису из 2021. године било је 838 становника.
Калос Агрос је раније било читлуко насеље које је обновељено 1920. када су насељене грчке избеглице којих је било 226. Касније је насељено 266 избегличких породица, којих је било на попису из 1928. године 1.074. Село се раније звало Османица.